# Zincosita
La zincosita es un mineral de la clase de los sulfatos. Se trata de una evaporita ligada a los desechos de la actividad minera. Descubierto hacia 1852, también se le conoce como almagrerita.

## Yacimientos
El lugar de descubrimiento y, por tanto, su localidad tipo, es el barranco del Jaroso, en la española provincia de Almería. También se ha encontrado en la mina Graphic, en Magdalena (Nuevo México), Estados Unidos.